# Паге
Паге је једини дистрикт у провинцији Принципе, Сао Томе и Принципе. Најмања је провинција у држави по броју становника. Њен главни град је Санто Антонио.

Становништво дистрикта
- 1940 3.124 (5,2% укупне популације државе)
- 1950 4.402 (7,3% укупне популације државе)
- 1960 4.544 (7,1% укупне популације државе)
- 1970 4.593 (6,2% укупне популације државе)
- 1981 5.255 (5,4% укупне популације државе)
- 1991 5.471 (4,7% укупне популације државе)
- 2001 5.966 (4,3% укупне популације државе)